# Статський радник (роман)
«Статський радник» (рос. «Статский советник») — роман російського письменника та белетриста Бориса Акуніна, шоста частина з серії «Пригоди Ераста Фандоріна».

## Сюжет
1891 рік. Час, що відзначився сильним піднесенням революційних ідей та водночас боротьба з ними державними установами. Терористична революційна організація, котра називає себе «Бойова Група», веде нищівну війну з урядовцями. Вона знищує у Санкт-Петербурзі декількох впливових осіб, тепер на черзі Москва. На потязі до Москви вбито генерала-губернатора Сибіру Храпова. Убивця відрокомендувався статським радником Ерастом Петровичем Фандоріним.
За справу береться справжній Ераст Петрович. Йому необхідно знайти «БГ» або його «шефа», генерал-губернатора Москви Володимира Долгорукого, чекає відставка. Через день після убивства Храпова до другої столиці прибуває Гліб Георгійович Пожарський, метр Петербурзького розшуку.

## Історичні прототипи
- Зубатов Сергій Васильович — прототип Пожарського. Діяч російського політичного розшуку, полковник Окремого корпусу жандармів.
- Московський генерал-губернатор Володимир Андрійович Долгоруков, прототип Долгорукого, та Великий князь Сергій Олександрович.
- Власник фабрики Морозов Савва Тимофійович, прототип літературного фабриканта.